# Presidenti di Singapore
I presidenti di Singapore (Presiden Republik Singapura / President of the Republic of Singapore / 新加坡总统 / சிங்கப்பூர் குடியரசுத் தலைவர்) dal 1965 ad oggi sono i seguenti.

## Lista
| Presidente | Presidente | Presidente | Presidente | Partito | Inizio | Fine | N° giorni di presidenza | Elezione              |
| ---------- | --- | --- | --- | --- | --- | --- | ----------------------- | --------------------- |
| 1          | | | Yusof bin Ishak 尤索夫·宾·伊萨 யூசோஃப் பின் இஷாக் (12 agosto 1910 – 23 novembre 1970) | PKI | 9 agosto 1965 (retroattivo) | 23 novembre 1970 | 1932                    | Eletto dal Parlamento |
|            | Dal 23 novembre 1970 al 2 gennaio 1971 il presidente della camera, Yeoh Ghim Seng, è stato presidente pro tempore di Singapore | Dal 23 novembre 1970 al 2 gennaio 1971 il presidente della camera, Yeoh Ghim Seng, è stato presidente pro tempore di Singapore | Dal 23 novembre 1970 al 2 gennaio 1971 il presidente della camera, Yeoh Ghim Seng, è stato presidente pro tempore di Singapore | Dal 23 novembre 1970 al 2 gennaio 1971 il presidente della camera, Yeoh Ghim Seng, è stato presidente pro tempore di Singapore | Dal 23 novembre 1970 al 2 gennaio 1971 il presidente della camera, Yeoh Ghim Seng, è stato presidente pro tempore di Singapore | Dal 23 novembre 1970 al 2 gennaio 1971 il presidente della camera, Yeoh Ghim Seng, è stato presidente pro tempore di Singapore | 40                      | Eletto dal Parlamento |
| 2          | | | Benjamin Sheares 本杰明·亨利·薛尔思 பெஞ்சமின் ஹென்றி ஷியர்ஸ் (12 agosto 1907 – 12 maggio 1981) | | 2 gennaio 1971 | 12 maggio 1981 | 3783                    | Eletto dal Parlamento |
| 2          | Dal 12 maggio 1981 al 23 ottobre 1981 il presidente della camera, Yeoh Ghim Seng, è stato presidente pro tempore di Singapore | Dal 12 maggio 1981 al 23 ottobre 1981 il presidente della camera, Yeoh Ghim Seng, è stato presidente pro tempore di Singapore | Dal 12 maggio 1981 al 23 ottobre 1981 il presidente della camera, Yeoh Ghim Seng, è stato presidente pro tempore di Singapore | Dal 12 maggio 1981 al 23 ottobre 1981 il presidente della camera, Yeoh Ghim Seng, è stato presidente pro tempore di Singapore | Dal 12 maggio 1981 al 23 ottobre 1981 il presidente della camera, Yeoh Ghim Seng, è stato presidente pro tempore di Singapore | Dal 12 maggio 1981 al 23 ottobre 1981 il presidente della camera, Yeoh Ghim Seng, è stato presidente pro tempore di Singapore | 164                     | Eletto dal Parlamento |
| 3          | | | Devan Nair சி.வி தேவன் நாயர் 琴加拉·维蒂尔·德万·奈尔 (5 agosto 1923 – 6 dicembre 2005) | | 23 ottobre 1981 | 28 marzo 1985 | 1252                    | Eletto dal Parlamento |
| 3          | Il 29 marzo 1985 il presidente della Corte suprema, Wee Chong Jin, è stato incaricato dal parlamento di assumere l'incarico di presidente pro tempore di presidente della repubblica; dal giorno successivo è stato sostituito dal presidente del Parlamento, Yeoh Ghim Seng, fino al 2 settembre 1985. | Il 29 marzo 1985 il presidente della Corte suprema, Wee Chong Jin, è stato incaricato dal parlamento di assumere l'incarico di presidente pro tempore di presidente della repubblica; dal giorno successivo è stato sostituito dal presidente del Parlamento, Yeoh Ghim Seng, fino al 2 settembre 1985. | Il 29 marzo 1985 il presidente della Corte suprema, Wee Chong Jin, è stato incaricato dal parlamento di assumere l'incarico di presidente pro tempore di presidente della repubblica; dal giorno successivo è stato sostituito dal presidente del Parlamento, Yeoh Ghim Seng, fino al 2 settembre 1985. | Il 29 marzo 1985 il presidente della Corte suprema, Wee Chong Jin, è stato incaricato dal parlamento di assumere l'incarico di presidente pro tempore di presidente della repubblica; dal giorno successivo è stato sostituito dal presidente del Parlamento, Yeoh Ghim Seng, fino al 2 settembre 1985. | Il 29 marzo 1985 il presidente della Corte suprema, Wee Chong Jin, è stato incaricato dal parlamento di assumere l'incarico di presidente pro tempore di presidente della repubblica; dal giorno successivo è stato sostituito dal presidente del Parlamento, Yeoh Ghim Seng, fino al 2 settembre 1985. | Il 29 marzo 1985 il presidente della Corte suprema, Wee Chong Jin, è stato incaricato dal parlamento di assumere l'incarico di presidente pro tempore di presidente della repubblica; dal giorno successivo è stato sostituito dal presidente del Parlamento, Yeoh Ghim Seng, fino al 2 settembre 1985. | 158                     | Eletto dal Parlamento |
| 4          | | | Wee Kim Wee 黄金辉 வீ கிம் வீ (4 novembre 1915 – 2 maggio 2005) | | 2 settembre 1985 | 1 settembre 1993 | 2921                    | Eletto dal Parlamento |
| 5          | | | Ong Teng Cheong 王鼎昌 ஓங் டெங் சியோங் (22 gennaio 1936 – 8 febbraio 2002) | | 1 settembre 1993 | 1 settembre 1999 | 2190                    | 1993                  |
| 6          | | | Sellapan Ramanathan எஸ். ஆர். நாதன் 塞拉潘·纳丹 (3 luglio 1924 – 22 agosto 2016) | Indipendente | 1 settembre 1999 | 31 agosto 2005 | 4382 due mandati        | 1999                  |
| 6          | Indipendente | 1 settembre 2005 | Sellapan Ramanathan எஸ். ஆர். நாதன் 塞拉潘·纳丹 (3 luglio 1924 – 22 agosto 2016) | 1 settembre 2011 | 2005 | | 4382 due mandati        |                       |
| 7          | | | Tony Tan 陈庆炎 டோனி டான் கெங் யாம் (Nato 7 febbraio 1940 - in vita ) | | 1 settembre 2011 | 31 agosto 2017 | 2191                    | 2011                  |
| 8          | | | Halimah Yacob 哈莉玛·雅各布 حاليمه بنت يعقوب (Nata 23 agosto 1954 - in vita ) | | 14 settembre 2017 | 14 settembre 2023 | 2215                    | 2017                  |
| 9          | | | Tharman Shanmugaratnam 尚达曼 தர்மன் சண்முகரத்தினம் (Nato 22 gennaio 1957 - in vita ) | | 14 settembre 2023 | in carica |                         | 2023                  |